# Santa María en Vía Lata (título cardenalicio)
El título cardenalicio de Santa María en Vía Lata fue creado alrededor de 250 por el Papa Fabián en una capilla situada en un edificio comercial que ocupaba las arcadas de la Vía Lata (anteriormente fue identificado erróneamente con Saepta Julia) en cuyo lugar se construyó la Basílica de Santa María en Vía Lata alrededor de 700. No era una diaconía regional, sino una de las cuatro diaconías palatinas cuyos cardenales ayudaban al Papa en las celebraciones litúrgicas. Tuvo un capítulo canónico desde 1144 y durante mucho tiempo fue la sede del protodiácono.

## Titulares
- Xystus (-? 114/119) Elegido Papa Sixto I. Era el diácono del oratorio que se convirtió en diaconía, por lo que no tenía el título.
- Adriano (antes de 772)
- Teodorico, O.S.B.Cas. ( 1080 ? - 1095 ?), pseudocardenal.
- Gregory, O.S.B. (1088 - 1099 )
- Ugone de Alatri (1105 - 1112 )
- Romualdo Guarna (alrededor de 1112 - 1122 )
- Uberto (1122 - alrededor de 1125 )
- Pedro ( 1125 - 1127 )
- Guido Ghefucci de Città di Castello (diciembre de 1127 - diciembre de 1133) Fue papa Celestino II.
- Ubaldo ( 1133 - 1144 ?)
- Peter (diciembre de 1144 - 1148 ?)
- Gerardo Caccianemici ( 1149 - 1155)
- Guglielmo Matengo, O.Cist. (diciembre de 1155 - marzo de 1158)
- Raymond des Arènes (febrero de 1158 - 1176 ?)
- Ardoino (marzo de 1178 - 1182 ?)
- Soffredo ( 1182 - 1193)
- Pietro Capuano (20 de febrero de 1193 - 1200)
- Vacante ( 1200 - 1205 )
- Giovanni da Feratino ( 1205 - 1216 )
- Tommaso da Capua ( 1216 - 13 de junio de 1216)
- Vacante ( 1216 - 1244 )
- Ottaviano degli Ubaldini (28 de mayo de 1244 - marzo de 1273)
- Vacante ( 1273 - 1278 )
- Giacomo Colonna (1278 - 1297, depuesto por el Papa Bonifacio VIII)
- Luca Fieschi (2 de marzo de 1300 - 1306)
- Giacomo Colonna, (rehabilitado por el Papa Benedicto XI el 2 de febrero de 1306 - 14 de agosto de 1318)
- Vacante ( 1318 - 1344 )
- Nicolas de Besse (o de Bellefaye) (19 de mayo de 1344 - 5 de noviembre de 1369)
- Vacante ( 1369 - 1371 )
- Pierre de Vergne (o Veroche) (30 de mayo de 1371 - 6 de octubre de 1403)
- Vacante ( 1403 - 1430 )
- Domenico Capranica (8 de noviembre de 1430 - mayo de 1443); in commendam (mayo de 1443 - 14 de * agosto de 1458)
- Rodrigo de Borja, in commendam (agosto de 1458 - 11 de agosto de 1492) Elegido papa Alejandro VI.
- Vacante ( 1492 - 1496 )
- Juan de Borja Lanzol de Romaní (24 de febrero de 1496 - 17 de enero de 1500)
- Pedro Luis de Borja Llançol de Romaní (5 de octubre de 1500 - 7 de diciembre de 1503 ); in commendam (7 de diciembre de 1503 - 4 de octubre de 1511)
- Marco Cornaro (19 de marzo de 1513 - 14 de diciembre de 1523)
- Alessandro Cesarini (14 de diciembre de 1523 - 31 de mayo de 1540)
- Niccolò Ridolfi (31 de mayo de 1540 - 31 de enero de 1550)
- Innocenzo Cybo (28 de febrero de 1550 - 14 de abril de 1550)
- Niccolò Gaddi (27 de junio de 1550 - 20 de noviembre de 1551); título pro hac vice (20 de noviembre de 1551 - 16 de enero de 1552)
- Guido Ascanio Sforza di Santa Fiora (9 de marzo de 1552 - 6 de octubre de 1564)
- Hipólito II de Este (8 de octubre de 1564 - 8 de diciembre de 1564)
- Vitellozzo Vitelli (8 de diciembre de 1564 - 19 de noviembre de 1568)
- Inocencio Ciocchi Del Monte (3 de diciembre de 1568 - 2 de noviembre de 1577)
- Antonio Carafa (8 de noviembre de 1577 - 12 de diciembre de 1583)
- Luis de Este (19 de diciembre de 1583 - 30 de diciembre de 1586)
- Fernando I de Médici (7 de enero de 1587 - 28 de noviembre de 1588)
- Francesco Sforza (5 de diciembre de 1588 - 13 de noviembre de 1617)
- Eduardo Farnesio, título pro hac vice (13 de noviembre de 1617 - 3 de marzo de 1621)
- Andrea Baroni Peretti Montalto (3 de marzo de 1621 - 5 de mayo de 1621)
- Alessandro d'Este (5 de mayo de 1621 - 2 de octubre de 1623)
- Carlo Emmanuele Pio de Saboya (2 de octubre de 1623 - 16 de marzo de 1626)
- Maurizio di Savoia (16 de marzo de 1626 - 10 de noviembre de 1642)
- Antonio Barberini (10 de noviembre de 1642 - 21 de julio de 1653)
- Gian Giacomo Teodoro Trivulzio (21 de julio de 1653 - 14 de mayo de 1655)
- Giulio Gabrielli (14 de mayo de 1655 - 6 de marzo de 1656)
- Virginio Orsini (6 de marzo de 1656 - 11 de octubre de 1666)
- Francesco Maidalchini (11 de octubre de 1666 - 19 de octubre de 1689)
- Niccolò Acciaiuoli (19 de octubre de 1689 - 28 de noviembre de 1689)
- Urbano Sacchetti (28 de noviembre de 1689 - 22 de diciembre de 1693)
- Benedetto Pamphili (22 de diciembre de 1693 - 22 de marzo de 1730)
- Lorenzo Altieri (24 de julio de 1730 - 3 de agosto de 1741)
- Carlo Maria Marini (7 de agosto de 1741 - 16 de enero de 1747)
- Alessandro Albani (10 de abril de 1747 - 11 de diciembre de 1779)
- Domenico Orsini de Aragón (13 de diciembre de 1779 - 19 de enero de 1789)
- Ignazio Gaetano Boncompagni-Ludovisi (30 de marzo de 1789 - 9 de agosto de 1790)
- Gregorio Antonio Maria Salviati (29 de noviembre de 1790 - 5 de agosto de 1794)
- Vincenzo Maria Altieri (12 de septiembre de 1794 - 7 de septiembre de 1798)
- Antonio Maria Doria Pamphilj (2 de abril de 1800 - 31 de enero de 1821)
- Fabrizio Ruffo (27 de junio de 1821 - 13 de diciembre de 1827)
- Giuseppe Albani (28 de enero de 1828 - 3 de diciembre de 1834)
- Tommaso Riario Sforza (19 de diciembre de 1834 - 14 de marzo de 1857)
- Ludovico Gazzoli (19 de marzo de 1857 - 12 de febrero de 1858)
- Giuseppe Ugolini (15 de marzo de 1858 - 19 de diciembre de 1867)
- Giacomo Antonelli (13 de marzo de 1868 - 6 de noviembre de 1876)
- Prospero Caterini (18 de diciembre de 1876 - 28 de octubre de 1881)
- Teodolfo Mertel (18 de noviembre de 1881 - 24 de marzo de 1884)
- Lorenzo Ilarione Randi (24 de marzo de 1884 - 20 de diciembre de 1887)
- Joseph Hergenröther (1 de junio de 1888 - 3 de octubre de 1890)
- Isidoro Verga (1 de junio de 1891 - 22 de junio de 1896)
- Luigi Macchi (30 de noviembre de 1896 - 29 de marzo de 1907)
- Vacante ( 1907 - 1911 )
- Louis Billot, S.J. (30 de noviembre de 1911 - 21 de septiembre de 1927)
- Vacante ( 1927 - 1937 )
- Giuseppe Pizzardo, título pro hac vice (16 de diciembre de 1937 - 21 de junio de 1948)
- Valerian Gracias, título pro hac vice (15 de enero de 1953 - 11 de septiembre de 1978)
- Władysław Rubin (30 de junio de 1979 - 26 de noviembre de 1990 ); título pro hac vice (26 de noviembre de 1990 - 28 de noviembre de 1990)
- Edward Cassidy (28 de junio de 1991 - 26 de febrero de 2002 ); título pro hac vice (26 de febrero de 2002 - 19 de diciembre de 2018)
- Fortunato Frezza (27 de agosto de 2022)